# Веремей, Борис Иванович
Борис Иванович Веремей (25 декабря 1935, Мишеронский, Московская область — 6 февраля 2002, Москва) — лётчик-испытатель, Герой Советского Союза (1984).

## Биография
Борис Веремей родился 25 декабря 1935 года в посёлке Мишеронский Шатурского района Московской области. Отец — Герой Советского Союза Иван Веремей. Окончил десять классов школы и 1-й Московский городской аэроклуб. В 1953 году Веремей был призван на службу в Советскую Армию. В 1955 году он окончил авиационное училище лётчиков в Армавире, после чего служил в частях ПВО. В 1961 году в звании капитана Веремей был уволен в запас. В 1962 году он окончил школу лётчиков-испытателей, после чего находился на лётно-испытательной работе.
В 1962—1965 годах Веремей был лётчиком-испытателем Казанского авиационного завода, в 1965—2000 годах — ОКБ Туполева. Участвовал в испытании самолётов «Ту-16», «Ту-22», «Ту-124», «Ту-134», «Ту-144», «Ту-154», а также их различных модификаций. 18 декабря 1981 года Веремей первым поднял в небо новейший стратегический бомбардировщик «Ту-160», а затем принял участие в его испытаниях. В 1983 году установил 12 авиационных рекордов скорости и грузоподъёмности в качестве второго пилота самолёта «Ту-144».

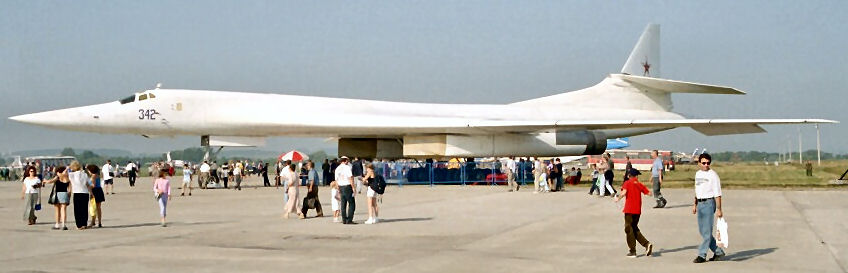
Сверхзвуковой стратегический бомбардировщик-ракетоносец Ту-160 «Борис Веремей».

Указом Президиума Верховного Совета СССР от 13 июня 1984 года за «мужество и героизм, проявленные при освоении новой военной техники» лётчик-испытатель капитан запаса Борис Веремей был удостоен высокого звания Героя Советского Союза с вручением ордена Ленина и медали «Золотая Звезда» за номером 11513.
В 1989 году на «Ту-160» Веремей установил 22 авиационных рекорда высоты, скорости и грузоподъёмности. В 2000 году он ушёл с лётно-испытательской работы и стал инженером-методистом в ОАО «Туполев». Скончался 6 февраля 2002 года, похоронен на Троекуровском кладбище Москвы.

## Награды
Заслуженный лётчик-испытатель СССР (1978). Награждён орденами Ленина (13.06.1984), «За заслуги перед Отечеством» 4-й степени (27.03.1996), Октябрьской Революции (27.09.1976), Красной Звезды (22.09.1972), медалями. В честь Веремея собственным именем назван один из первых серийных стратегических бомбардировщиков Ту-160..
В Москве на доме, где жил Борис Веремей (Новослободская ул., 54-56), установлена мемориальная доска.

## Память
- Памятная стела с именем Героя установлена на Аллее Героев в городе Шатура Московской области
- Звание "Почетный гражданин Шатурского района" (присвоено посмертно в 2008 г.)[2].